# 别荣海
别荣海（1968年—），中华人民共和国政治人物、教育工作者，河南南阳人。博士，教授，博士生导师。曾任郑州大学党委书记。现任河南省教育厅厅长。

## 生平
曾任郑州大学副校长。2015年2月，任新乡医学院院长。2017年1月，任河南中医药大学党委书记。
2021年10月，任第十一届中共河南省纪委副书记。11月，任河南省监察委员会副主任。
2023年4月，任郑州大学党委书记。
2025年3月，任河南省教育厅厅长。